# Montchevrier
Montchevrier és un municipi francès, situat al departament de l'Indre i a la regió de Centre – Vall del Loira. L'any 2007 tenia 520 habitants.

## Demografia

### Població
El 2007 la població de fet de Montchevrier era de 520 persones. Hi havia 256 famílies, de les quals 80 eren unipersonals (36 homes vivint sols i 44 dones vivint soles), 112 parelles sense fills, 52 parelles amb fills i 12 famílies monoparentals amb fills.
La població ha evolucionat segons el següent gràfic:
Habitants censats

### Habitatges
El 2007 hi havia 393 habitatges, 253 eren l'habitatge principal de la família, 62 eren segones residències i 78 estaven desocupats. 392 eren cases i 1 era un apartament. Dels 253 habitatges principals, 218 estaven ocupats pels seus propietaris, 28 estaven llogats i ocupats pels llogaters i 7 estaven cedits a títol gratuït; 3 tenien una cambra, 20 en tenien dues, 62 en tenien tres, 76 en tenien quatre i 92 en tenien cinc o més. 239 habitatges disposaven pel capbaix d'una plaça de pàrquing. A 131 habitatges hi havia un automòbil i a 92 n'hi havia dos o més.

### Piràmide de població
La piràmide de població per edats i sexe el 2009 era:
| Homes | Edats   | Dones |
| ----- | ------- | ----- |
| 0     | 95 o +  | 0     |
| 0     | 90 a 94 | 12    |
| 16    | 85 a 89 | 12    |
| 0     | 80 a 84 | 8     |
| 12    | 75 a 79 | 28    |
| 20    | 70 a 74 | 24    |
| 24    | 65 a 69 | 28    |
| 28    | 60 a 64 | 20    |
| 8     | 55 a 59 | 24    |
| 24    | 50 a 54 | 16    |
| 24    | 45 a 49 | 4     |
| 28    | 40 a 44 | 36    |
| 16    | 35 a 39 | 16    |
| 12    | 30 a 34 | 4     |
| 8     | 25 a 29 | 4     |
| 4     | 20 a 24 | 8     |
| 16    | 15 a 19 | 4     |
| 16    | 10 a 14 | 12    |
| 0     | 5 a 9   | 4     |
| 12    | 0 a 4   | 4     |

## Economia
El 2007 la població en edat de treballar era de 302 persones, 205 eren actives i 97 eren inactives. De les 205 persones actives 190 estaven ocupades (109 homes i 81 dones) i 15 estaven aturades (9 homes i 6 dones). De les 97 persones inactives 55 estaven jubilades, 13 estaven estudiant i 29 estaven classificades com a «altres inactius».

### Ingressos
El 2009 a Montchevrier hi havia 246 unitats fiscals que integraven 489 persones, la mediana anual d'ingressos fiscals per persona era de 13.312 €.

### Activitats econòmiques
Dels 13 establiments que hi havia el 2007, 1 era d'una empresa extractiva, 1 d'una empresa de fabricació de material elèctric, 2 d'empreses de fabricació d'altres productes industrials, 3 d'empreses de construcció, 4 d'empreses de comerç i reparació d'automòbils, 1 d'una empresa de transport i 1 d'una empresa de serveis.
Dels 4 establiments de servei als particulars que hi havia el 2009, 1 era una oficina de correu, 1 funerària, 1 fusteria i 1 lampisteria.
L'any 2000 a Montchevrier hi havia 71 explotacions agrícoles que ocupaven un total de 2.590 hectàrees.

## Poblacions més properes
El següent diagrama mostra les poblacions més properes.